# Tuy Hòa (thành phố)
Tuy Hòa là thành phố tỉnh lỵ cũ của tỉnh Phú Yên, Việt Nam. Là đô thị trù phú nằm ở hạ nguồn Sông Ba, dòng sông lớn nhất miền Trung. Đây là trung tâm chính trị, kinh tế, du lịch, văn hóa và khoa học kỹ thuật của tỉnh. Là một trong những đầu mối giao thông quan trọng của Miền Trung và Tây Nguyên, là trung tâm du lịch mới nổi của cả nước, đồng thời là cửa ngõ ra Biển Đông, góp phần phát triển vùng Tây Nguyên.

## Địa lý
Thành phố Tuy Hòa cách Thành phố Hồ Chí Minh khoảng 560 km về phía bắc, cách Huế 536 km về phía nam và cách thủ đô Hà Nội 1.173 km về phía nam, có diện tích 107 km² (10.682 ha) và có vị trí địa lý:
- Phía đông giáp Biển Đông với chiều dài bờ biển trên 30 km
- Phía tây giáp huyện Phú Hòa
- Phía nam giáp thị xã Đông Hòa
- Phía bắc giáp huyện Tuy An.

Địa hình thành phố chủ yếu là đồng bằng phù sa do hạ lưu Sông Ba (tên khác là sông Đà Rằng) bồi đắp. Có 2 ngọn núi Chóp Chài và núi Nhạn nằm ngay trung tâm thành phố. Và cầu Đà Rằng - cây cầu dài nhất miền Trung nằm trên Quốc lộ 1 nối trung tâm thành phố với các tỉnh phía Nam.
Địa hình Tuy Hoà chia làm ba phần rõ rệt, phần đồi núi phía Tây Bắc, phần ven biển phía Đông và phần đồng bằng phù sa phía nam thành phố.
Bãi biển Tuy Hòa là một bãi ngang trải dài, thơ mộng với bãi cát vàng, là điểm du lịch nổi tiếng của thành phố.

## Lịch sử
Vào thời Chúa Nguyễn, chỉ có địa danh huyện Tuy Hòa. Đến năm 1899, huyện Tuy Hòa được nâng lên thành phủ Tuy Hòa gồm 5 tổng, và chỉ có tổng Hoà Bình nằm ở phía Bắc sông Đà Rằng (trung tâm thành phố hiện nay)
Cho đến ngày Cách mạng tháng Tám thành công, phủ Tuy Hòa có 7 tổng, trong đó, hai tổng 
Hòa Tường và Hòa Bình nằm phía bắc sông Đà Rằng.
Năm 1946, giải thể cấp tổng, hai ba làng nhập thành một xã. Năm 1947, nhập xã lần thứ hai, các xã phía bắc sông Đà Rằng (thị xã Tuy Hòa) có tên là: Hòa Tiến, Hòa Thuận, Quang Khánh, Nam Tường, Trần Hào, Ái Quốc, Thắng Lợi, Vĩnh Hiệp, Cẩm Tú, Tân Tiến, Quốc Tiến và nội thị Tuy Hòa.
Sau năm 1975, hai tỉnh Phú Yên và Khánh Hòa hợp nhất thành tỉnh Phú Khánh, thị xã Tuy Hòa thuộc tỉnh Phú Khánh, gồm 6 phường: 1, 2, 3, 4, 5, 6 và 2 xã: Bình Kiến, Bình Ngọc.
Ngày 10 tháng 3 năm 1977, sáp nhập thị xã Tuy Hòa vào huyện Tuy Hòa và chuyển 6 phường thuộc thị xã thành thị trấn Tuy Hòa; huyện Tuy Hòa gồm có thị trấn Tuy Hòa và 17 xã: Bình Kiến, Bình Ngọc, Hòa Trị, Hòa An, Hòa Thắng, Hòa Quang, Hòa Định, Hòa Thành, Sơn Thành, Hòa Bình, Hòa Tân, Hòa Vinh, Hòa Đồng, Phú Lâm, Hòa Hiệp, Hòa Phong, Hòa Xuân, Hòa Thịnh, Hòa Mỹ.
Theo Quyết định số 241/CP ngày 22 tháng 9 năm 1978 của Hội đồng Chính phủ, chia huyện Tuy Hòa thành hai đơn vị hành chính lấy tên là huyện Tuy Hòa và thị xã Tuy Hòa. Thị xã Tuy Hòa gồm có 6 phường: 1, 2, 3, 4, 5, 6 và 2 xã: Bình Kiến và Bình Ngọc.
Ngày 5 tháng 9 năm 1981, chuyển 6 xã: Hòa An, Hòa Thắng, Hòa Định, Hòa Trị, Hòa Quang và Hòa Hội thuộc huyện Tuy Hòa về thị xã Tuy Hòa quản lý.
Ngày 30 tháng 9 năm 1981, chia xã Bình Kiến thành 2 xã: Bình Kiến và Hòa Kiến; chia xã Hòa Định thành 2 xã: Hòa Định Đông và Hòa Định Tây.
Ngày 30 tháng 6 năm 1989, tái lập tỉnh Phú Yên từ tỉnh Phú Khánh, thị xã Tuy Hòa trở lại là tỉnh lị tỉnh Phú Yên, bao gồm 6 phường 1, 2, 3, 4, 5, 6 và 10 xã: Bình Kiến, Bình Ngọc, Hòa An, Hòa Định Đông, Hòa Định Tây, Hòa Hội, Hòa Kiến, Hòa Quang, Hòa Thắng, Hòa Trị.
Ngày 28 tháng 4 năm 1999, chia phường 2 thành 2 phường: 2 và 8; chia phường 5 thành 2 phường: 5 và 7.
Ngày 31 tháng 1 năm 2002, tách 7 xã: Hòa An, Hòa Thắng, Hòa Định Đông, Hòa Định Tây, Hòa Trị, Hòa Quang và Hòa Hội để thành lập huyện Phú Hòa. Thị xã Tuy Hòa còn lại 8 phường: 1, 2, 3, 4, 5, 6, 7, 8 và 3 xã: Bình Kiến, Bình Ngọc, Hòa Kiến.
Tháng 8 năm 2002, thị xã Tuy Hòa được công nhận là đô thị loại III.
Ngày 20 tháng 8 năm 2003, chia xã Bình Kiến thành xã Bình Kiến và phường 9.
Cuối năm 2004, thị xã Tuy Hòa bao gồm 9 phường: 1, 2, 3, 4, 5, 6, 7, 8, 9 và 3 xã: Bình Kiến, Bình Ngọc, Hòa Kiến.
Ngày 5 tháng 1 năm 2005, Chính phủ ban hành Nghị định 03/2005/NĐ-CP. Theo đó:
- Thành lập thành phố Tuy Hòa trên cơ sở toàn bộ diện tích, dân số của thị xã Tuy Hòa; toàn bộ diện tích, dân số của xã An Phú, huyện Tuy An và thị trấn Phú Lâm, huyện Tuy Hòa
- Thành lập phường Phú Lâm trên cơ sở toàn bộ 2.059 ha diện tích tự nhiên và 30.724 người của thị trấn Phú Lâm.

Sau khi thành lập, thành phố Tuy Hoà có 10.682 ha diện tích tự nhiên và 162.278 người với 14 đơn vị hành chính trực thuộc, gồm 10 phường và 4 xã.
Ngày 3 tháng 12 năm 2007, chia phường Phú Lâm thành 3 phường: Phú Lâm, Phú Thạnh và Phú Đông.
Ngày 11 tháng 3 năm 2013, Thủ tướng Chính phủ ban hành Quyết định 437/QĐ-TTg công nhận thành phố Tuy Hòa là đô thị loại II trực thuộc tỉnh Phú Yên.
Ngày 28 tháng 9 năm 2024, Ủy ban Thường vụ Quốc hội ban hành Nghị quyết số 1200/NQ-UBTVQH15 về việc sắp xếp đơn vị hành chính cấp xã của tỉnh Phú Yên giai đoạn 2023 – 2025 (nghị quyết có hiệu lực từ ngày 1 tháng 11 năm 2024). Theo đó:
- Sáp nhập xã Bình Ngọc vào Phường 1.
- Sáp nhập Phường 6 vào Phường 4.
- Sáp nhập một phần của Phường 9 và toàn bộ Phường 8 vào Phường 2.
- Sáp nhập một phần của Phường 9 và toàn bộ Phường 3 vào Phường 5.

Thành phố Tuy Hòa có 9 phường và 3 xã cho đến ngày 30 tháng 6 năm 2025.
Theo Nghị quyết số 1660/NQ-UBTVQH15 của UBTVQH về việc sắp xếp các đơn vị hành chính cấp xã của tỉnh Đắk Lắk sau khi hợp nhất với tỉnh Phú Yên năm 2025. Thành phố Tuy Hòa sẽ chỉ còn 3 phường kể từ Ngày 1 tháng 7 năm 2025, gồm:
Sắp xếp toàn bộ diện tích tự nhiên, quy mô dân số của các phường Phú Đông, Phú Lâm, Phú Thạnh và xã Hòa Thành (thị xã Đông Hòa), một phần diện tích tự nhiên, quy mô dân số của phường Hòa Hiệp Bắc và phần còn lại của xã Hòa Bình 1 sau khi sắp xếp thành phường mới có tên gọi là phường Phú Yên. Phường Phú Yên giáp phường Tuy Hòa ở phía Bắc, giáp Biển Đông ở phía Đông, giáp phường Đông Hòa và phường Hòa Hiệp ở phía Nam và giáp xã Tây Hòa ở phía Tây.
Sắp xếp toàn bộ diện tích tự nhiên, quy mô dân số của Phường 1, Phường 2, Phường 4, Phường 5, Phường 7, một phần diện tích tự nhiên, quy mô dân số của Phường 9, phần còn lại của xã Hòa An (huyện Phú Hòa) sau khi sắp xếp và phần còn lại của xã Hòa Trị sau khi sắp xếp thành phường mới có tên gọi là phường Tuy Hòa. Phường Tuy Hòa giáp phường Bình Kiến ở phía Bắc, giáp Biển Đông ở phía Đông, giáp phường Phú Yên ở phía Nam, giáp xã Phú Hòa 1 và xã Phú Hòa 2 ở phía Tây.
Sắp xếp toàn bộ diện tích tự nhiên, quy mô dân số của các xã An Phú, Hòa Kiến, Bình Kiến và phần còn lại của Phường 9 sau khi sắp xếp thành phường mới có tên gọi là phường Bình Kiến. Phường Bình Kiến giáp xã Tuy An Nam ở phía Bắc và phía Tây, giáp Biển Đông ở phía Đông, giáp xã Phú Hòa 2 và phường Tuy Hòa ở phía Nam.

## Đường phố

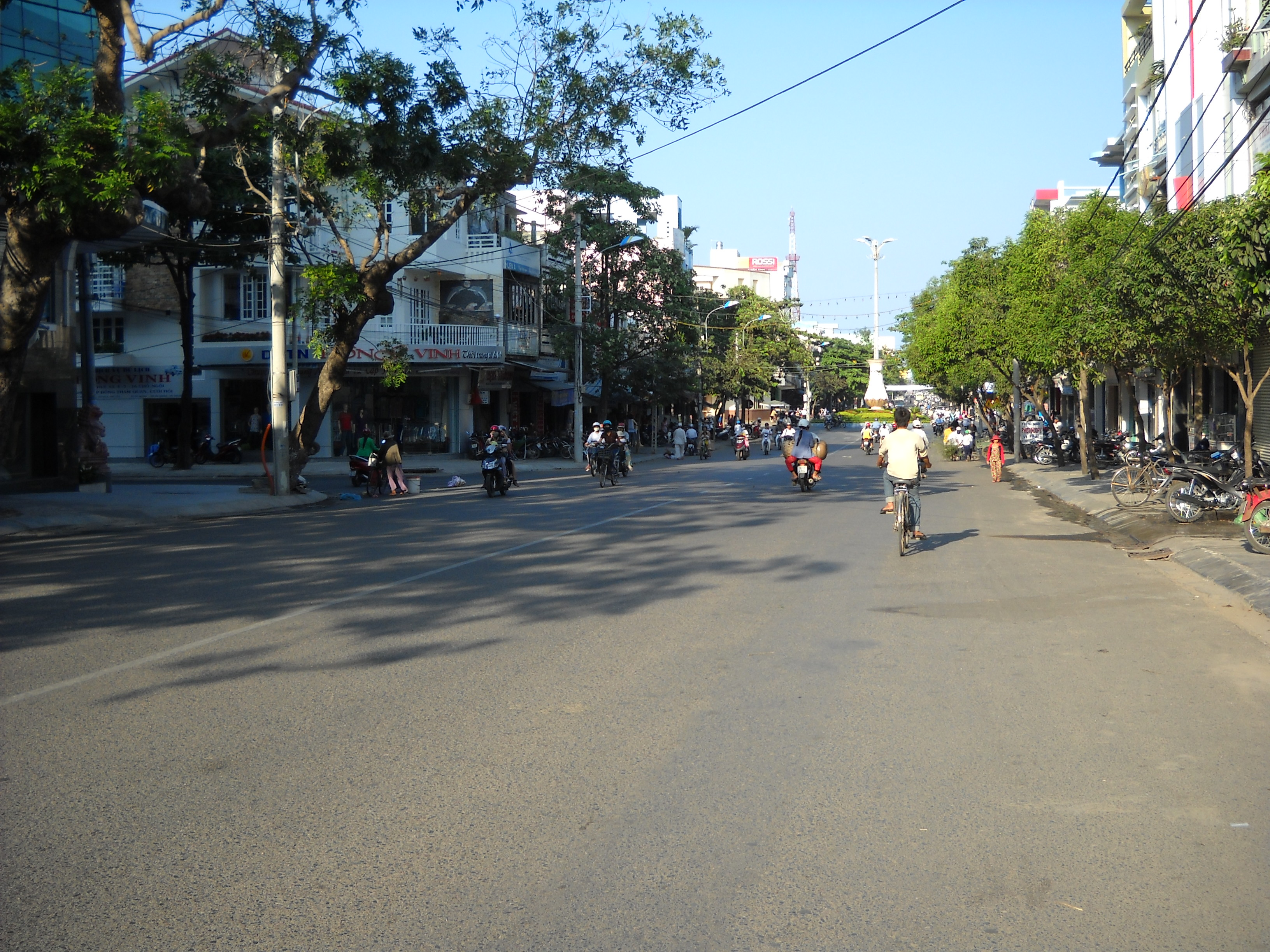
Đường phố ở Tuy Hòa, Phú Yên

Một số đường phố: Đại lộ Hùng Vương, Lê Duẩn, Độc Lập, Nguyễn Tất Thành, An Dương Vương, Võ Văn Dũng, Trần Hào, Trần Phú, Lê Văn Hưu, Phạm Ngọc Thạch, Mậu Thân, Trường Chinh, Trần Cung, Nguyễn Đình Chiểu, Lý Tự Trọng, Nguyễn Thị Minh Khai, Lê Hồng Phong, Trần Suyền, Ngô Văn Sở, Nguyễn Hữu Thọ, Tố Hữu, Điện Biên Phủ, Yersin, Lê Lợi, Huỳnh Thúc Kháng, Trần Quý Cáp, Chu Mạnh Trinh, Cao Thắng, Trần Hưng Đạo, Lê Trung Kiên, Hải Dương, Tản Đà, Trần Quang Khải,...
Đường biển Tuy Hoà là Độc Lập, là con đường nằm phía đông thành phố, khu vực này có phố đi bộ ven biển được đầu tư bài bản theo hướng xanh, sạch và hiện đại. Là trục đường có nhiều dự án resort đã và đang hình thành như Rosa Alba, Stelia, Sala.. và đặc biệt là có Quảng trường 1/4 và Quảng trường Nghinh Phong.
Đại lộ Hùng Vương là trục đường xuyên tâm thành phố, được mệnh danh là con đường tài chính. Tổ hợp Vincom Tuy Hoà, Apec, TNR đều nằm hết trên khu này.
Đường Bạch Đằng, kè sông Ba, nổi tiếng với hệ thống nhà hàng hải sản, đang được đầu tư giai đoạn 2 từ 2 làn đường lên 4 làn đường.

## Khí hậu
| Dữ liệu khí hậu của Tuy Hòa                                  | Dữ liệu khí hậu của Tuy Hòa | Dữ liệu khí hậu của Tuy Hòa | Dữ liệu khí hậu của Tuy Hòa | Dữ liệu khí hậu của Tuy Hòa | Dữ liệu khí hậu của Tuy Hòa | Dữ liệu khí hậu của Tuy Hòa | Dữ liệu khí hậu của Tuy Hòa | Dữ liệu khí hậu của Tuy Hòa | Dữ liệu khí hậu của Tuy Hòa | Dữ liệu khí hậu của Tuy Hòa | Dữ liệu khí hậu của Tuy Hòa | Dữ liệu khí hậu của Tuy Hòa | Dữ liệu khí hậu của Tuy Hòa |
| Tháng                                                        | 1                           | 2                           | 3                           | 4                           | 5                           | 6                           | 7                           | 8                           | 9                           | 10                          | 11                          | 12                          | Năm                         |
| ------------------------------------------------------------ | --------------------------- | --------------------------- | --------------------------- | --------------------------- | --------------------------- | --------------------------- | --------------------------- | --------------------------- | --------------------------- | --------------------------- | --------------------------- | --------------------------- | --------------------------- |
| Cao kỉ lục °C (°F)                                           | 33.7 (92.7)                 | 36.5 (97.7)                 | 36.3 (97.3)                 | 39.2 (102.6)                | 40.5 (104.9)                | 39.4 (102.9)                | 38.3 (100.9)                | 38.4 (101.1)                | 38.4 (101.1)                | 36.0 (96.8)                 | 34.5 (94.1)                 | 33.1 (91.6)                 | 40.5 (104.9)                |
| Trung bình ngày tối đa °C (°F)                               | 26.5 (79.7)                 | 27.7 (81.9)                 | 29.8 (85.6)                 | 31.9 (89.4)                 | 33.9 (93.0)                 | 34.1 (93.4)                 | 34.2 (93.6)                 | 33.9 (93.0)                 | 32.3 (90.1)                 | 29.6 (85.3)                 | 27.8 (82.0)                 | 26.4 (79.5)                 | 30.7 (87.3)                 |
| Trung bình ngày °C (°F)                                      | 23.1 (73.6)                 | 23.8 (74.8)                 | 25.3 (77.5)                 | 27.2 (81.0)                 | 28.8 (83.8)                 | 29.3 (84.7)                 | 29.0 (84.2)                 | 28.7 (83.7)                 | 27.7 (81.9)                 | 26.3 (79.3)                 | 25.2 (77.4)                 | 23.8 (74.8)                 | 26.5 (79.7)                 |
| Tối thiểu trung bình ngày °C (°F)                            | 21.1 (70.0)                 | 21.3 (70.3)                 | 22.5 (72.5)                 | 24.0 (75.2)                 | 25.4 (77.7)                 | 25.9 (78.6)                 | 25.6 (78.1)                 | 25.5 (77.9)                 | 24.7 (76.5)                 | 24.0 (75.2)                 | 23.3 (73.9)                 | 21.8 (71.2)                 | 23.8 (74.8)                 |
| Thấp kỉ lục °C (°F)                                          | 15.2 (59.4)                 | 16.1 (61.0)                 | 16.4 (61.5)                 | 18.8 (65.8)                 | 21.4 (70.5)                 | 21.9 (71.4)                 | 21.7 (71.1)                 | 22.0 (71.6)                 | 20.9 (69.6)                 | 19.1 (66.4)                 | 17.7 (63.9)                 | 15.2 (59.4)                 | 15.2 (59.4)                 |
| Lượng Giáng thủy trung bình mm (inches)                      | 57 (2.2)                    | 20 (0.8)                    | 25 (1.0)                    | 34 (1.3)                    | 77 (3.0)                    | 56 (2.2)                    | 45 (1.8)                    | 52 (2.0)                    | 234 (9.2)                   | 579 (22.8)                  | 454 (17.9)                  | 194 (7.6)                   | 1.826 (71.9)                |
| Số ngày giáng thủy trung bình                                | 11.5                        | 5.3                         | 3.8                         | 4.1                         | 8.5                         | 7.6                         | 6.6                         | 9.0                         | 16.0                        | 20.2                        | 20.4                        | 17.5                        | 130.6                       |
| Độ ẩm tương đối trung bình (%)                               | 84.1                        | 84.5                        | 83.7                        | 82.3                        | 78.8                        | 74.9                        | 74.4                        | 75.7                        | 81.0                        | 86.0                        | 86.2                        | 84.8                        | 81.4                        |
| Số giờ nắng trung bình tháng                                 | 159                         | 192                         | 258                         | 269                         | 275                         | 237                         | 241                         | 228                         | 201                         | 165                         | 122                         | 121                         | 2.467                       |
| Nguồn: Vietnam Institute for Building Science and Technology |                             |                             |                             |                             |                             |                             |                             |                             |                             |                             |                             |                             |                             |

## Hành chính
Thành phố Tuy Hòa có 12 đơn vị hành chính cấp xã trực thuộc, bao gồm 9 phường: 1, 2, 4, 5, 7, 9, Phú Đông, Phú Lâm, Phú Thạnh
và 3 xã: An Phú, Bình Kiến, Hòa Kiến.

## Kinh tế
Tuy Hoà là trung tâm kinh tế của Phú Yên, làm một trong những trung tâm mới nổi của Miền Trung - Tây Nguyên. Kinh tế thành phố các bước phát triển khá ấn tượng và đạt được những thành tích nhất định:
Giai đoạn 2015 - 2020, tổng giá trị sản xuất bình quân TP. Tuy Hòa đạt 10,8%/năm; ước năm 2020, khu vực công nghiệp - xây dựng chiếm 57,7%, thương mại - dịch vụ chiếm 38% và nông - lâm nghiệp - thủy sản chiếm 4,3%; thu hút trung bình 1.250.000 lượt du khách/năm.
Huy động xây dựng nông thôn mới giai đoạn 2011-2019 là 450,273 tỷ đồng. Năm 2016, hoàn thành xây dựng Chương trình Mục tiêu quốc gia xây dựng nông thôn mới 4/4 xã: Bình Ngọc, Hòa Kiến, Bình Kiến và An Phú.
Thu ngân sách đến cuối năm 2020 ước thực hiện 1.615 tỷ đồng, đạt 291% so với chỉ tiêu nghị quyết, tăng bình quân hàng năm 37%.
Tổng vốn đầu tư phát triển toàn xã hội thực hiện 25.400 tỷ đồng, tăng bình quân 12,6%/năm. Nguồn vốn ngân sách Nhà nước đầu tư xây dựng cơ bản trên địa bàn do Thành phố quản lý gồm 356 công trình với tổng số vốn 6.000 tỷ đồng.
Thu nhập bình quân của Thành phố Tuy Hoà gấp 2,5 lần so với toàn tỉnh Phú Yên và gấp 1,92 lần so với bình quân chung cả nước.

## Hạ tầng

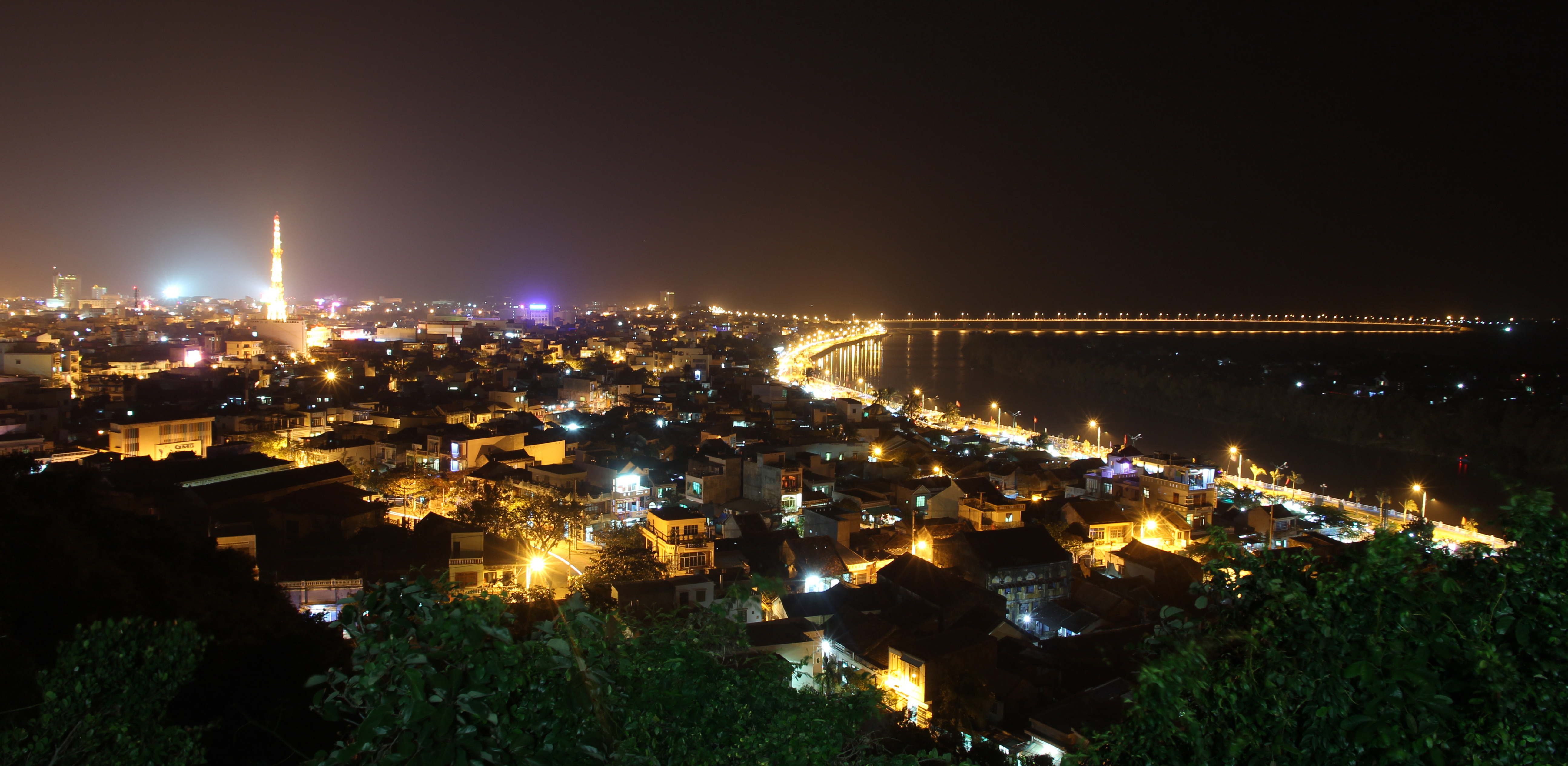
Tuy Hòa về đêm

Nằm trên trục Quốc lộ 1 Bắc Nam. Tuyến đường sắt Bắc Nam. Quốc lộ 25, ĐT645 nối liền các tỉnh, thành phố trong khu vực. Sân bay Đông Tác được nâng cấp thành Cảng hàng không Tuy Hòa, có vị trí chiến lược quan trọng, phục vụ các chuyến bay Hồ Chí Minh - Tuy Hòa | Hà Nội - Tuy Hòa. Cảng hàng không Tuy Hoà được Quy hoạch đón các chuyến bay Quốc tế, trước mắt là đường bay từ Liên Bang Nga sang Phú Yên và ngược lại.
- Hệ thống vận tải: từ thành phố đi khắp các tỉnh thành trong cả nước khá hoàn chỉnh.
- Hệ thống cấp nước: Nhà máy cấp thoát nước Phú Yên với công suất 28.500 m3/ngđ, phục vụ cho khu vực Thành phố Tuy Hòa và các vùng lân cận.
- Hệ thống thông tin liên lạc: Bưu điện trung tâm Tỉnh Phú Yên đặt tại trung tâm thành phố đảm bảo liên lạc thông suốt.
- Hệ thống Internet đường truyền ADSL tốc độ cao là một kênh liên lạc quan trọng hiện nay đối với sự phát triển của toàn thành phố.Một góc Tuy Hòa

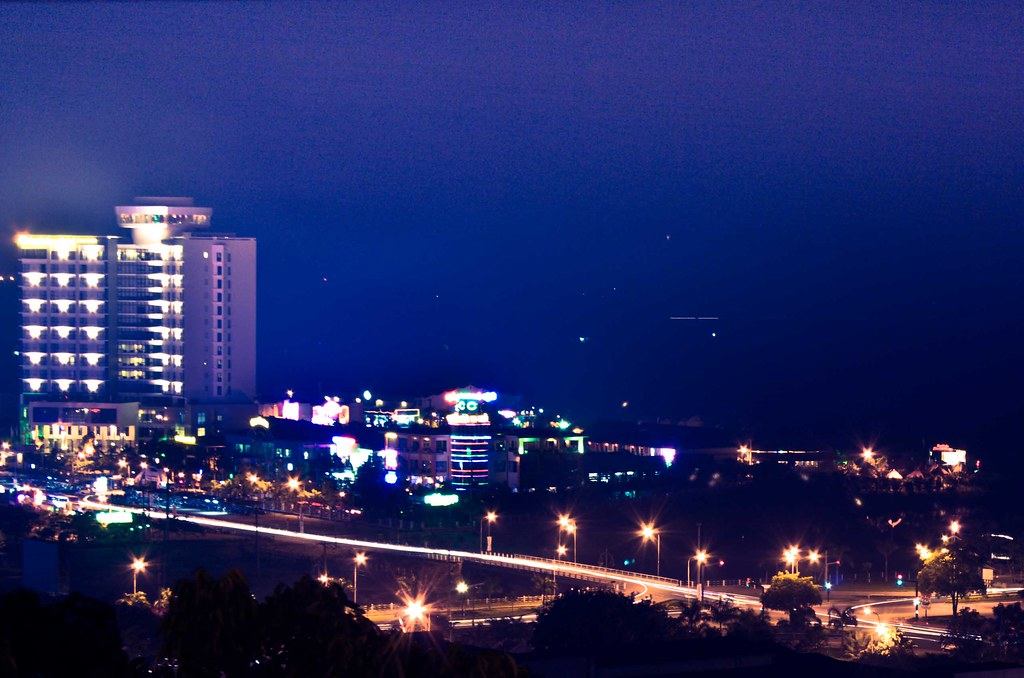
Một góc Tuy Hòa

- Hệ thống y tế: Có Bệnh viện đa khoa trung tâm tỉnh và Trung tâm Y tế Thành phố Tuy Hoà, Bệnh viện Quốc tế Phú Yên đang được xây dưng.
- Hệ thống giáo dục: Khá hoàn chỉnh từ mầm non đến đại học.
  - Đại học: Trường Đại học Phú Yên và Trường Đại học Xây dựng Miền Trung.
  - Cao đẳng: Cao đẳng nghề Phú Yên, Cao đẳng y tế Phú Yên, Cao đẳng công thương Miền Trung, trung tâm giáo dục thường xuyên
  - Học viện: Học viện Ngân hàng - Phân viện Phú Yên, đào đạo các cấp học từ trung cấp, Cao đẳng và Đại học chính quy, tại chức, các lớp bồi dưỡng ngắn hạn.

Khu đô thị mới Nam Tuy Hòa nằm trong quy hoạch Khu kinh tế nam Phú Yên, gắn với KCN Hòa Hiệp và cảng Vũng Rô, cầu Hùng Vương nối đôi bờ sông Ba với chiều dài 1.400m.
Thành phố Tuy Hòa - Thành phố trực thuộc tỉnh định hướng phát triển mở rộng đô thị ra ba phía (Bắc, Tây, Nam) và sớm hoàn thành các tiêu chuẩn để phấn đấu thành đô thị loại I trước năm 2025.
Đây cũng là địa phương có dự án Đường cao tốc Chí Thạnh – Vân Phong đi qua đang được xây dựng.

## Du lịch
Du lịch là một trong các ngành kinh tế mũi nhọn của thành phố, góp phần vào thành phố chung của du lịch Phú Yên, Tuy Hoà là điểm du lịch đến mới nổi của cả nước.
Tuy Hoà không có nhiều điểm tham quan trong địa bàn thành phố, nhưng là điểm lưu trú và trung chuyển của du lịch Phú Yên.
Thành phố có nhiều khách sạn, resort đạt tiêu chuẩn phục vụ du khách từ 3 đến 5 sao như: Rosa Alba Resort, Sao Việt Resort, Sao Mai Resort, Stelia Resort, KS Cendeluxe, KS Sala, KS Saigon Phú Yên, KS Kaya, KS Hùng Vương, KS Long Beach, KS Green Oasis, KS Công đoàn Phú Yên... và hàng trăm khách sạn, nhà nghỉ đạt tiêu chuẩn 2 sao trở xuống.
Địa bàn thành phố cũng nhiều khu vực có khu chuyên đề về homestay hay hostel như hẻm 275 Lê Duẩn với hơn 10 homestay...
Tuy Hoà có nhiều món ăn ngon và đã tạo được thương hiêu như Mắt cá ngừ đại dương tiềm thuốc Bắc, Bánh canh hẹ, Nem nướng, Chả dông, Chè mít đát, Lẩu gà lá é...
Tuy Hoà là điểm đến của nhiều chương trình, sự kiện lớn như Duyên Dáng Việt Nam. Chương trình Sao Mai điểm hẹn. Chương trình Hoa hậu hữu nghị Asean...
- Các di tích và danh thắng là: Tháp Nhạn, sông Đà Rằng, cầu Đà Rằng, các chùa Hồ Sơn, Hòa Sơn, Minh Sơn, Khánh Sơn, Bảo Tịnh, Bảo Lâm, Kim Cang, Khu du lịch Đá Bàn, núi Chóp Chài (Nựu Sơn), Khu du lịch Gió Chiều, Bãi biển Tuy Hoà, gành Đá Dĩa, đập Hàn...

### Tháp Nhạn

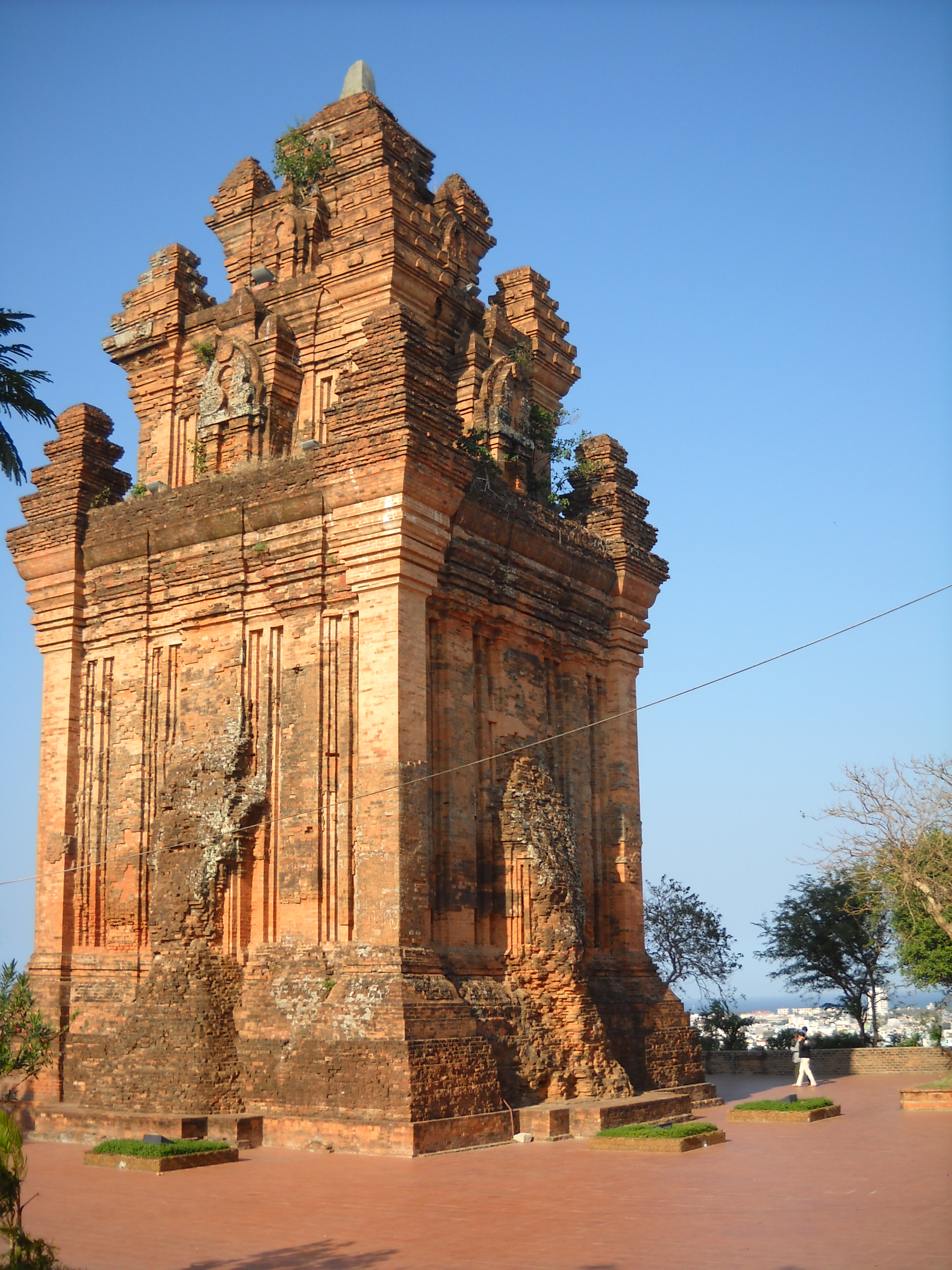
Tháp Nhạn

Là công trình kiến trúc nghệ thuật Champa duy nhất còn sót lại trên vùng đất Tuy Hoà. Ngọn tháp nằm trên đỉnh Núi Nhạn, nên được người dân địa phương gọi là Tháp Nhạn. Đây cũng là biểu tượng của Tp Tuy Hoà.
Tháp có điện chính là thờ Bà Thiên Y A Na. Ngoài ra còn phụng thờ Quan Âm Bồ Tát, Phật A Di Đà, 5 Bà Ngũ Hành, Phật Di Lặc.

### Bãi biển Tuy Hòa
Thành phố Tuy Hòa có một bãi biển trải dài trên 30 km là điểm nhấn của thành phố.
Ven biển thành phố Tuy Hòa có phố đi bộ ven đường Độc Lập, có Quảng trường 1/4, Quảng trường Nghinh Phong, và nhiều tổ hợp khách sạn Resort cao cấp.

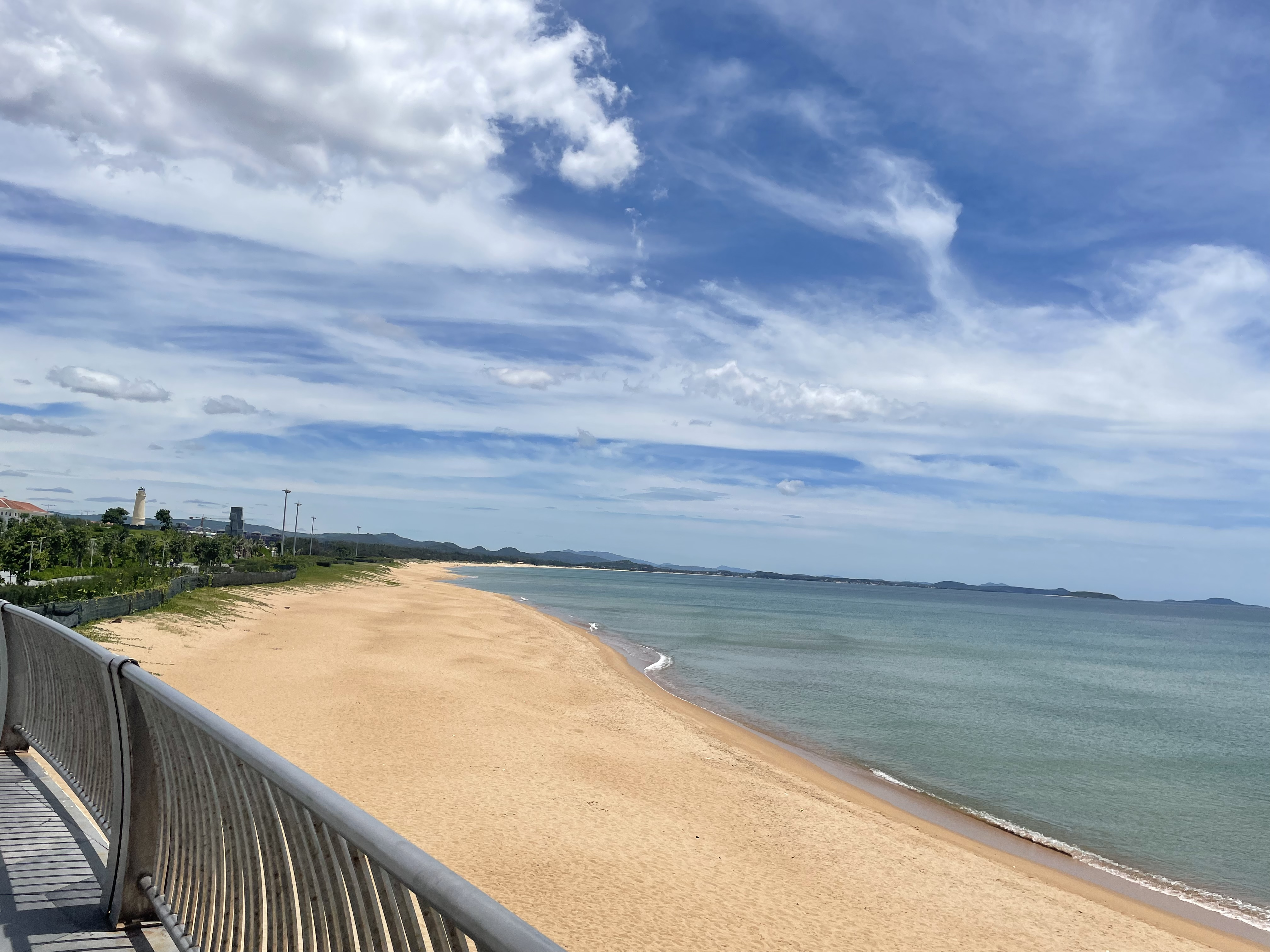
Bãi biển Tuy Hòa

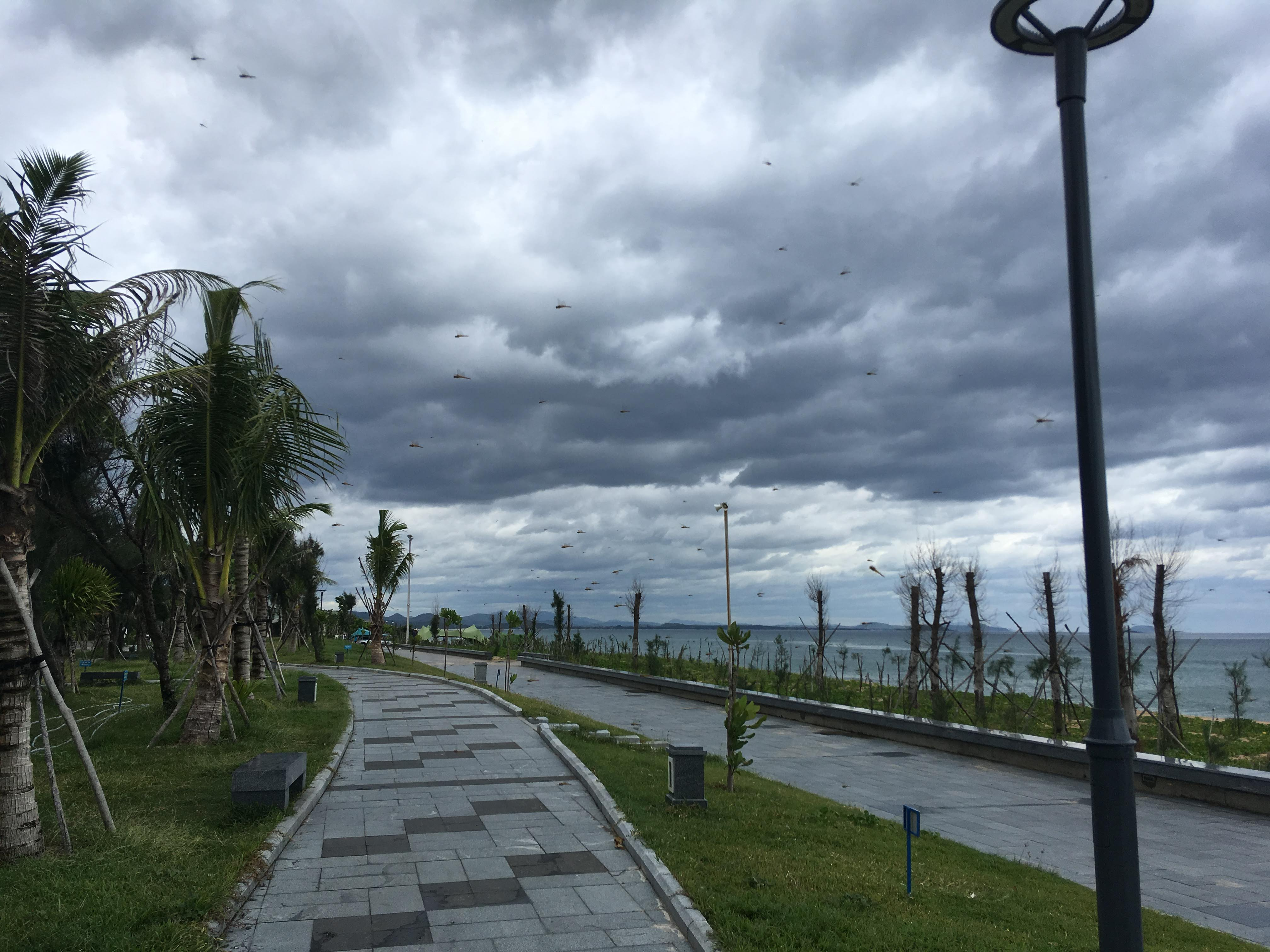
Một góc vỉa hè Độc Lập

### Hình ảnh

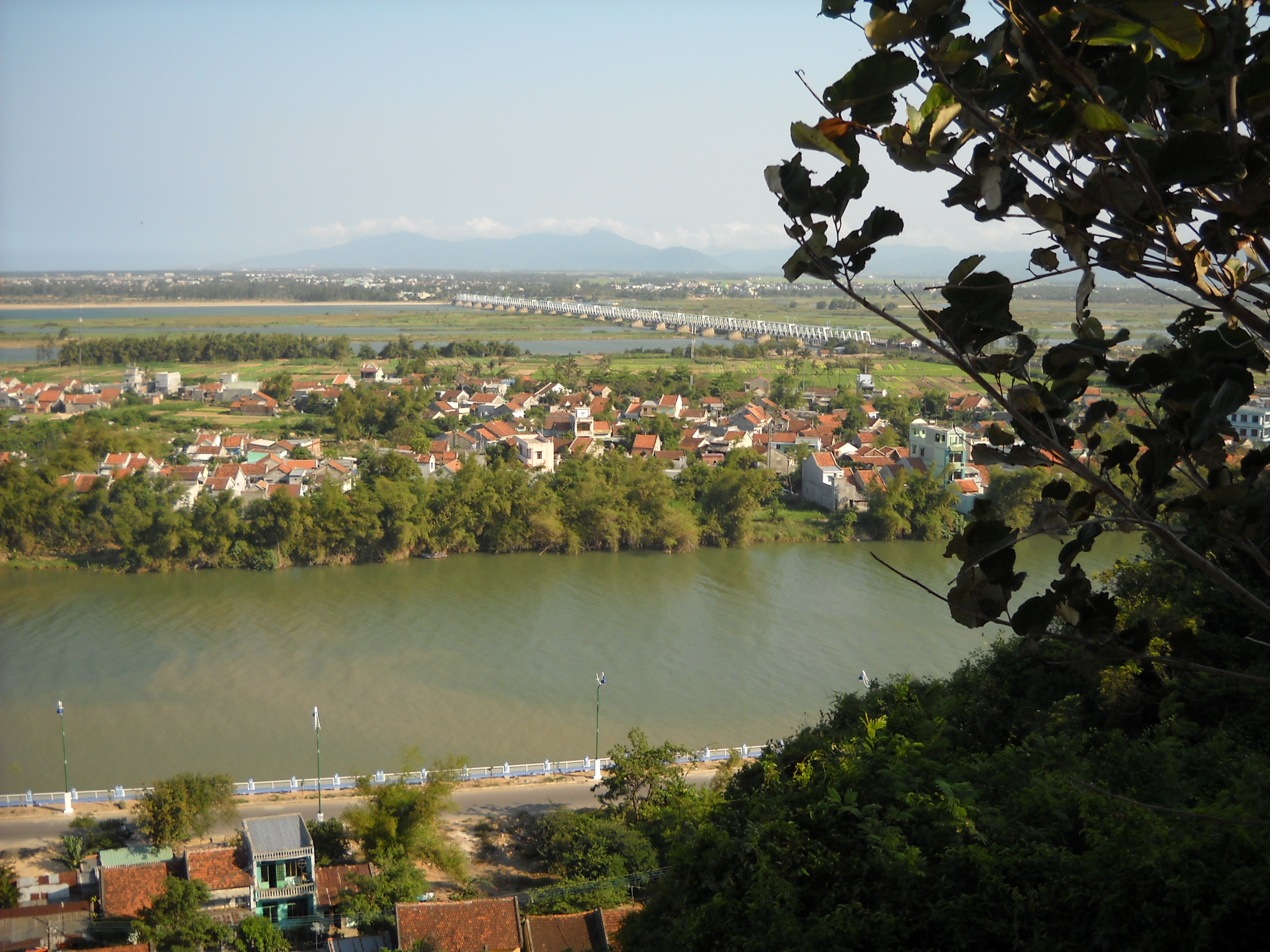
Cầu Đà Rằng, Tuy Hòa, Phú Yên
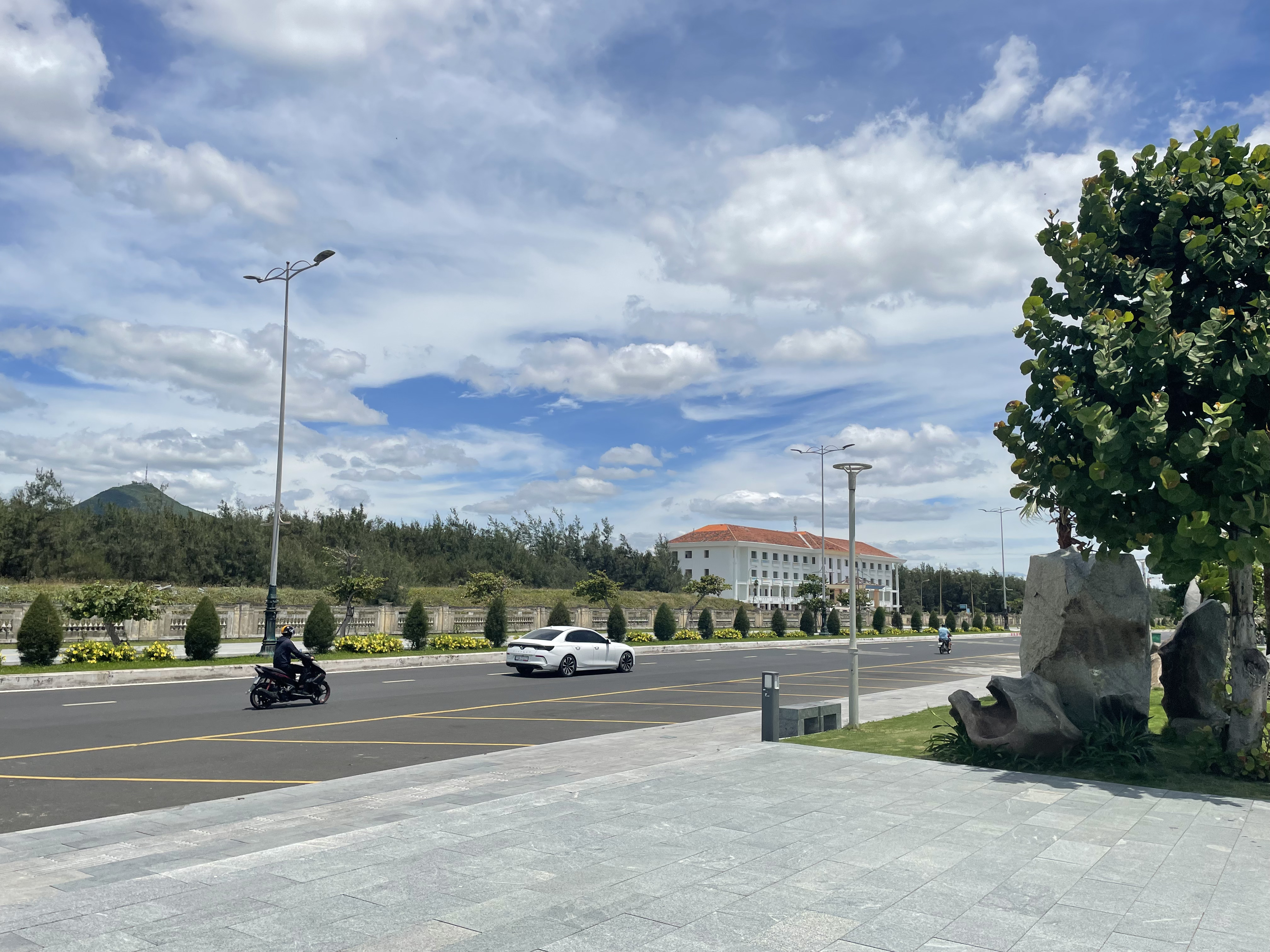
Đường phố ở Tuy Hòa nhìn từ tháp Nghinh Phong
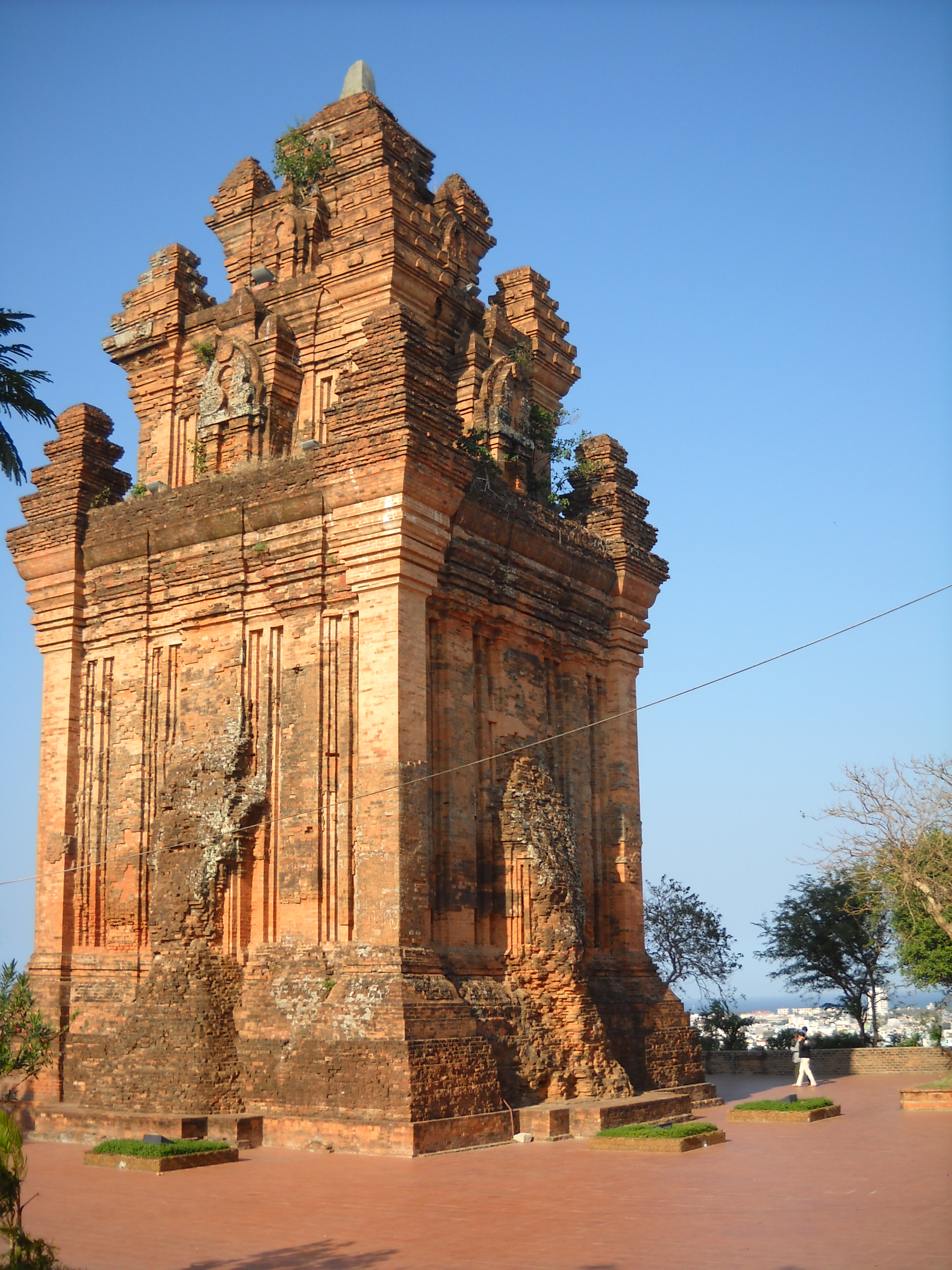
Tháp Nhạn, Tuy Hòa, Phú Yên
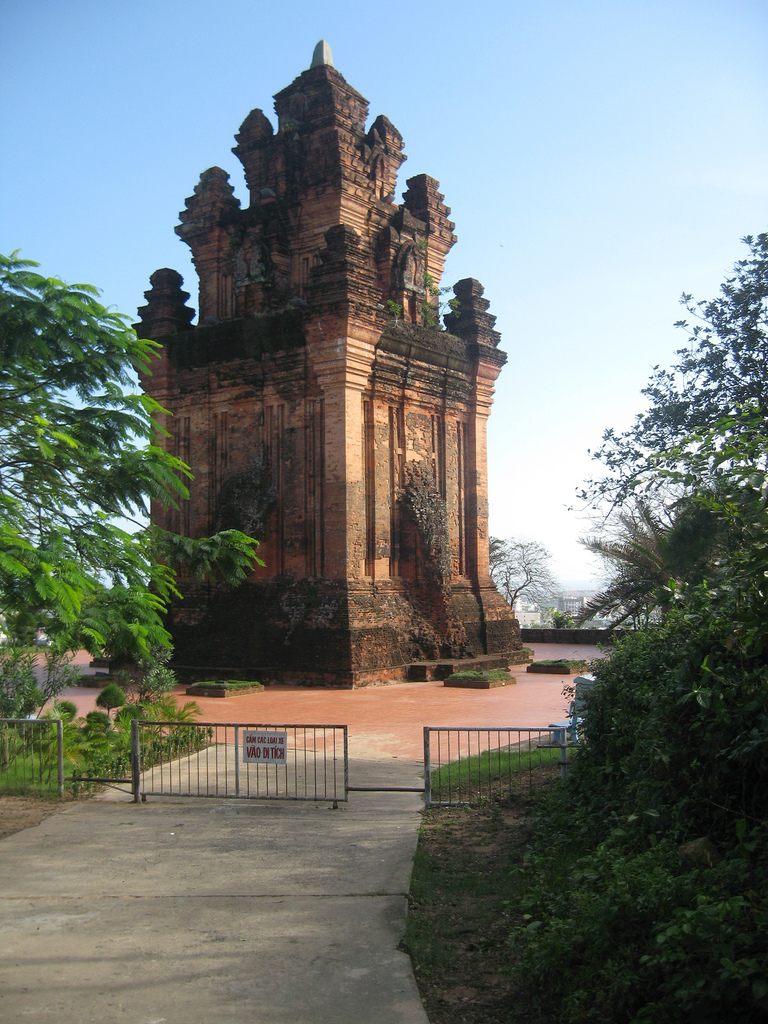
Tháp Nhạn

## Thành phố kết nghĩa
- Thành phố Biên Hòa, tỉnh Đồng Nai